# Ptyngidricerus albardanus
Ptyngidricerus albardanus is een insect uit de familie van de vlinderhaften (Ascalaphidae), die tot de orde netvleugeligen (Neuroptera) behoort. 
Ptyngidricerus albardanus is voor het eerst wetenschappelijk beschreven door McLachlan in 1891.